# Niegoszcz
Niegoszcz – osada w północno-zachodniej Polsce, w województwie zachodniopomorskim, w powiecie koszalińskim, w gminie Mielno, położona na Wybrzeżu Słowińskim. Miejscowość o rozproszonej zabudowie, pełniąca dodatkowo funkcję letniska.
31 grudnia 2006 r. Niegoszcz zamieszkiwało 106 osób zameldowanych na stałe.
W 2007 r. w osadzie było 40 rolników, którzy płacili podatek rolny.
Gmina Mielno utworzyła jednostkę pomocniczą sołectwo Niegoszcz, obejmujące 3 miejscowości: Komorniki, Niegoszcz i Radzichowo. Mieszkańcy wybierają wspólnie sołtysa oraz radę sołecką, która składa się z 3 do 7 osób.
W 2018 roku został założony Ogród Botaniczny w Niegoszczy. Powierzchnia 2,04ha. Obiekt promuje rodzime gatunki i odmiany roślin. Można też zobaczyć kolekcje karłowatych odmian drzew i krzewów, tulipanów botanicznych, zimowitów, peonii. 